# Ivo Boscarol
Ivo Boscarol, slovenski letalec, poslovnež in politik, * 15. april 1956, Ajdovščina.
Boscarol je eden najuspešnejših slovenskih podjetnikov in ustanovitelj ter dolgoletni direktor podjetja Pipistrel, ki proizvaja ultra lahka letala s padalom.

## Izobraževanje
Osnovno šolo je med letoma 1963 in 1971 obiskoval v Ajdovščini, kjer je leta 1975 tudi maturiral na tamkajšnji gimnaziji. Istega leta se je vpisal na študij na Ekonomski fakulteti Univerze v Ljubljani. V času študija je deloval tudi na Radiu Študent.

## Podjetništvo
V srednji šoli se je ljubiteljsko ukvarjal s fotografijo, z letalskim modelarstvom in s politiko. Med študijem je bil umetniški fotograf, večletni uradni fotograf Šentjakobskega gledališča v Ljubljani, glasbeni novinar in menedžer glasbenih skupin. Ukvarjal se je s tiskarstvom. Bil je prvi, ki je v Jugoslavijo prinesel priponko (angl. badge). Takrat se je začel kot jadralni pilot aktivno ukvarjati z letalstvom, leta 1987 pa je sledilo letenje z motornim zmajem. Že naslednje leto je postal učitelj tega letenja in organizator prvega državnega prvenstva UL v Ajdovščini (1991). Leta 1987 je ustanovil prvo zasebno tovarno letal v takratni Jugoslaviji, danes Pipistrel d.o.o. Je med 25 najbogatejšimi Slovenci.

### Prodaja podjetja Pipistrel
Marca 2022 je Boscarol naznanil, da je večinski delež podjetja Pipistrel prodal ameriškemu podjetju Textron. Sam je ohranil manjši poslovni delež, v podjetju pa je ostal kot svetovalec in zaslužni predsednik podjetja. Ob tem je sedež in razvoj podjetja ostal v Sloveniji in Italiji. Kupnina naj bi znašala 218 milijonov evrov. Del kupnine so prejeli tudi zaposleni v podjetju, in sicer po tri evre za vsak delovni dan v Pipistrelu. Že nekaj dni po prodaji je Ivo Boscarol del kupnine doniral tudi lokalni skupnosti; Občina Ajdovščina, kjer je sedež podjetja, je prejela 25 milijonov evrov, ki jih je med drugim namenila nakupu reševalnega helikopterja in za izgradnjo novega zdravstvenega doma, za gradno muzeja letalstva ter interaktivnega centra znanosti z otroško igralnico in za urejanje zelenih površin. Donacija v višini po okoli 100.000 evrov je bila med drugim donirana Aeroklubu Josip Križaj iz Ajdovščine in Župniji Šturje, 50.000 evrov je doniral Škofijski gimnaziji Vipava.
Ob uničujočih požarih na Krasu v juliju 2022 je Vlada Republike Slovenije določila, da bo vsem gasilcem izplačala 94,50 evrov na gasilca nad 8 ur dela na dan in 63,00 evrov za do 8 ur dela na dan. Boscarol je še isti dan sporočil, da bo k izplačilom gasilcem primaknil enak znesek kot vlada.

## Šport
Ivo Boscarol je šestkratni državni prvak v letenju z ultralahkimi letali, dvakratni športnik leta ULN (ultra lahke naprave) pri Letalski zvezi Slovenije (L.Z.S.), nosilec dveh državnih hitrostnih rekordov, prvi državni prvak v letenju z motornim zmajem ter organizator številnih letalskih srečanj in letalskih tekmovanj.

## Politika
Od leta 2000 sodeluje v politiki. 
Od leta 2004 Boscarol tudi aktivno sodeluje pri izboljšanju razmer za podjetništvo v Sloveniji kot član strateškega sveta za gospodarski razvoj slovenske vlade, od leta 2005 dalje pa kot član odbora za reforme, podskupine za davčno reformo, član sveta za gospodarstvu prijazno javno upravo slovenske vlade ter član odbora za reforme, podskupine za spodbujanje konkurence in konkurenčnosti 2005. Leta 2025 se je učlanil v notarsko skupnost Ajdovščina

## Nagrade
Boscarol je za svoje delo prejel več nagrad. Leta 2003 je prejel nagrado Podjetnik leta revije Podjetnik in Petomajsko priznanje, najvišje priznanje Občine Ajdovščina. Leta 2004 je prejel diplomo Paula Tissandiera, priznanje mednarodne letalske zveze FIA za prispevek k razvoju letalstva. Leta 2005 mu je nagrado za izjemne gospodarske in podjetniške dosežke podelila Gospodarska zbornica Slovenije. Leta 2011 ga je časopis Delo proglasil za osebnost leta, tedanji predsednik države Danilo Türk pa mu je podelil zlati red za zasluge. 2021 mu je za sodelovanje Univerza v Novi Gorici podelila zlato plaketo, 2023 pa je prejel nagrado Združenja Manager za življenjsko delo. Tega leta mu je Univerza v Novi Gorici podelila tudi naziv častnega doktorja.